# Amakusa Shirō
Amakusa Shirō  (天草四郎?), conosciuto anche come Masuda Shirō Tokisada (益田 時貞?) (Kami-Amakusa, 1621 – Nagasaki, 12 aprile 1638) è stato un rōnin giapponese, capo della rivolta di Shimabara.

## Biografia
Nacque nella regione dell'odierna Kami-Amakusa, suo padre era Masuda Jinbei (益田 甚兵衛?) un rōnin convertito al cattolicesimo. Il carismatico quindicenne era noto ai suoi seguaci come "messaggero del cielo". Gli sono stati attribuiti poteri miracolosi.
Shiro all'età di soli sedici anni divenne il capo della rivolta di Shimabara, scelto tra gli altri quattro rōnin che parteciparono all'insurrezione, per un profezia attribuita a San Francesco Saverio ritrovata nel testo lasciato da un missionario gesuita, espulso dal Giappone 25 anni prima, e contenuta in una poesia dove si diceva che sarebbe venuto un ragazzo ame no tsukai (in italiano "inviato dal cielo") che avrebbe evangelizzato il Giappone.
Venuto a sapere della rivolta, lo shogunato inviò le truppe del daimyō Shigemasa Itakura che per provare a fermare la rivolta arrestò e torturò la madre e le sorelle di Shirō, il quale decise di barricarsi dentro il castello di Hara e combattere il daimyō con i contadini cattolici che lo seguivano. Nel castello si ritrovarono più di 37.000 persone, la cui metà era fatta dalle mogli e i bambini dei "soldati" che difesero il castello con armi leggere contro un esercito regolare composto da più di 125.000 soldati comandato da Itakura e da Nobutsuna Matsudaira, che sostituì il primo dopo la sua morte avvenuta durante uno scontro con gli insorti. Shirō riuscirà a difendersi per parecchio tempo e riuscirà sempre a sconfiggere gli avversari durante gli assalti, in uno dei quali uccise appunto Itakura. Matsudaira, succedutogli, decise di sfruttare l'alleato olandese facendogli distruggere con le sue navi le mura del castello e infine si scontrò in una battaglia finale, dove riuscì a sconfiggere gli insorti facendo breccia nel castello perché questi erano ormai stanchi, affamati e senza munizioni. Amakusa e tutti i presenti nel castello, comprese le donne e i bambini furono decapitati. La testa del giovane samurai venne poi esposta su una picca a Nagasaki come monito per i ribelli cattolici.